# 세이프 하우스
《세이프 하우스》(영어: Safe House)는 2012년 개봉한 액션 스릴러 영화이다. 다니엘 에스피노사가 연출하고, 덴절 워싱턴, 라이언 레이놀즈, 비라 파미가, 브렌던 글리슨, 샘 셰퍼드, 루벤 블라데스, 노라 아르네제데르, 로버트 패트릭 등이 출연하였다.
엇갈린 평가를 받았으나 흥행에는 성공하였다.

## 줄거리
현장 경험이 없는 CIA 하급 직원 맷은 남아프리카 공화국 케이프타운에서 첩보 작전에 쓰일 경우에 대비해 안전 가옥(safe house)를 관리하는("housekeeper") 일을 맡고 있다.
한편 마침 역시 케이프타운에 있던 CIA 첩보원 출신 범죄자 토빈은 독자 행동 중인 MI6 앨릭으로부터 자료 저장 매체 하나를 건네받는다. 곧 용병단이 앨릭을 살해하고, 토빈은 본인 안전 확보를 위해 자진해서 미국 영사관에 나타난다.
미국으로 데려가기 전 토빈에게서 기밀 정보를 캐낼 목적에서 CIA 대니얼이 토빈을 안전 가옥으로 데려와 심문을 시작한다. 그러나 물고문을 하는 도중 바르가스가 이끄는 용병단이 쳐들어와 대니얼 팀을 모두 죽인다. 맷은 토빈과 함께 안전 가옥을 탈출한다. 
토빈이 확보한 마이크로칩에는 사실 CIA, MI6 등 여러 정보기관이 자행한 부패 행각을 조사한 모사드 보고서에서 추출한 증거가 담겨 있었는데... 

## 출연
- 덴절 워싱턴 - 토빈 프로스트 역
- 라이언 레이놀즈 - 맷 웨스턴 역
- 비라 파미가 - 캐서린 링클레이터, 토빈 프로스트 심문 책임자 역
- 브렌던 글리슨 - 데이비드 발로, 맷의 직속 상관 역
- 샘 셰퍼드 - 할런 휫퍼드, CIA 부국장 역
- 루벤 블라데스 - 카를로스 비야르, 니카라과인, 서류 위조 전문가 역
- 노라 아르네제데르 - 아나 모로, 프랑스인 내과의, 맷의 연인 역
- 로버트 패트릭 - 대니얼 키퍼, 토빈 심문 담당자 역
- 리엄 커닝엄 - 앨릭 웨이드, MI6 역
- 조엘 키너먼 - 켈러, 다른 안전 가옥 가정부 역
- 파레스 파레스 - 바르가스, 용병단장 역
- 로버트 홉스 - 모건 역